# Aselomaris arenosa
Aselomaris arenosa är en nässeldjursart som först beskrevs av Joshua Alder 1863.  Aselomaris arenosa ingår i släktet Aselomaris och familjen Bougainvilliidae. Inga underarter finns listade i Catalogue of Life.